# یان فن خوین
یان فن خوین (هلندی: Jan van Goyen; ۱۳ ژانویهٔ ۱۵۹۶ – ۲۷ آوریل ۱۶۵۶) نقاش اهل هلند بود.
وی در عصر طلایی نقاشی هلند زندگی میکرده بیشتر آثارش با موضوع منظره‌نگاری بوده است.

## نگارخانه

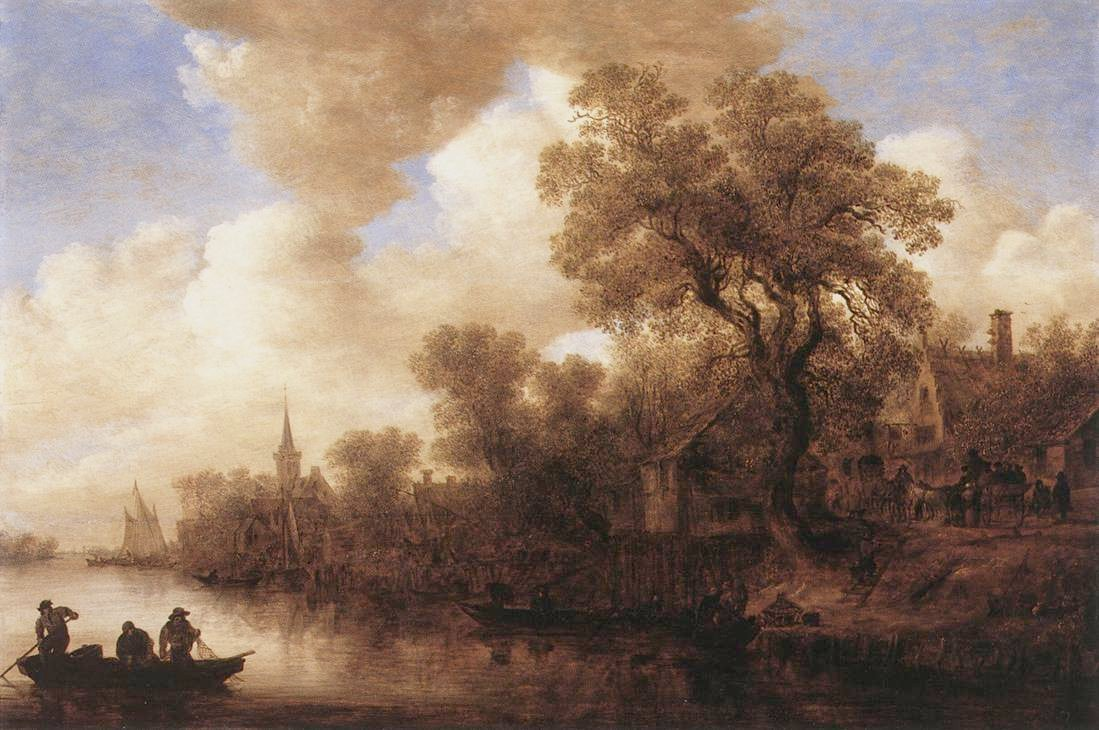
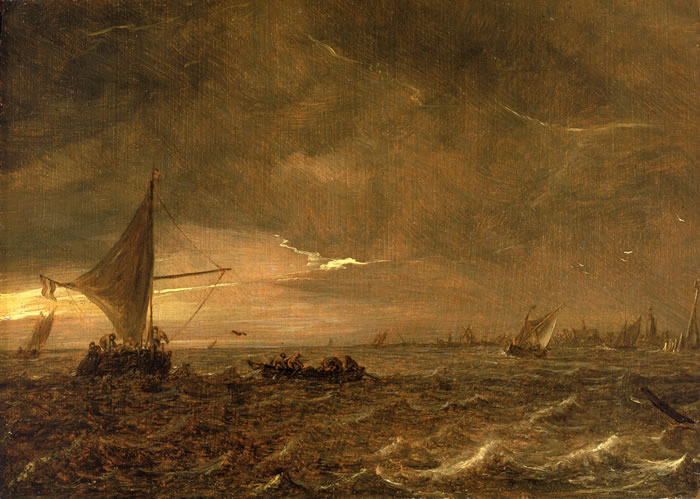
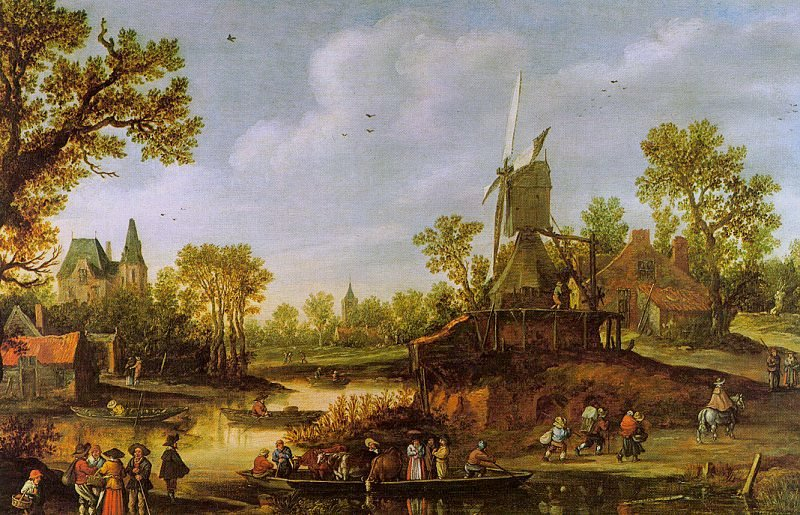
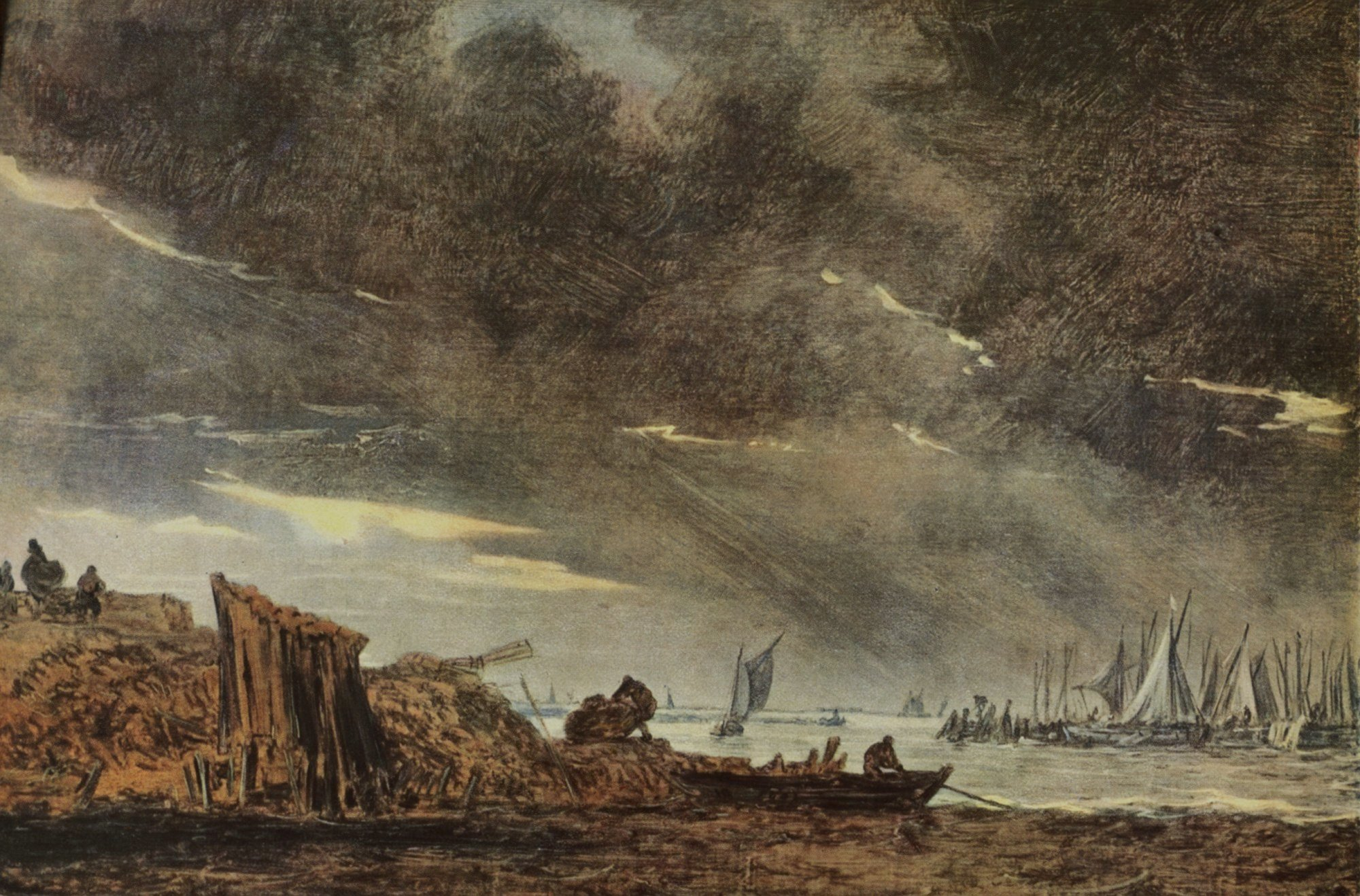